# بنجامين تومسون (سياسي)
بنجامين تومسون (بالإنجليزية: Benjamin Thompson)‏ هو سياسي أمريكي، ولد في 5 أغسطس 1798 في الولايات المتحدة، وتوفي بنفس المكان في 24 سبتمبر 1852. حزبياً، نشط في حزب اليمين. وقد انتخب عضو مجلس نواب ماساتشوستس وانتخب عضو مجلس النواب الأمريكي.